# Shawn Johnson
Shawn Machel Johnson (Des Moines, 19 gennaio 1992) è un'ex ginnasta statunitense.
Nel 2007 diventa campionessa nel concorso generale ai Mondiali. Nel 2008, durante i Giochi di Pechino, diventa vice campionessa olimpica. Inoltre, vince la medaglia d'oro alla trave e quella d'argento al corpo libero. È anche la vincitrice dell'ottava edizione americana di Ballando con le stelle.

## Biografia
Shawn Johnson nasce a Des Moines, Iowa, ed è l'unica figlia di Doug e Teri Johnson. I suoi genitori la iscrivono ad un corso di ginnastica all'età di tre anni, dopo aver notato la vivacità della bambina. Inizialmente rifiutata in una vicina palestra perché giudicata dall'allenatore con poco potenziale, all'età di sei anni Shawn è una delle prime iscritte alla scuola di Liang Chow. Fino al 2008 mantiene uno stile di vita molto più equilibrato rispetto alle tipiche ginnaste d'élite. I suoi allenamenti durano infatti solo venticinque ore settimanali, a differenza delle tipiche quaranta ore delle professioniste.
Al contrario di molti suoi coetanei studia in una scuola pubblica, la Valley High School. È presente nell'albo d'oro, partecipa alle partite di calcio e ad altre attività extracurriculari. Lascia la scuola pubblica nel semestre primaverile dell'anno scolastico 2008-2009 per trasferirsi a Los Angeles, California. Nel 2010 termina il liceo con un insegnante privato.

## Carriera

### Carriera Junior
Nel 2004 gareggia alle Olimpiadi Junior. Arriva quarta nel concorso generale, seconda al corpo libero e prima alla trave.
Essendo troppo giovane non viene convocata nella nazionale statunitense e il suo allenatore, Liang Chow, non ha conoscenze tra lo staff nazionale per poterla aiutare. Nel 2005 il suo allenatore manda a Márta Károlyi, una coordinatrice del Team Nazionale, un video di Shawn con allegato il messaggio "Credo che questa ragazza aiuterà il team statunitense". Presto viene invitata a partecipare agli allenamenti della Nazionale.
Inizia a farsi conoscere agli U.S. Classic del 2005, dove si piazza al terzo posto. Alla prima giornata dei Campionati Nazionali dello stesso anno la statunitense si mostra molto nervosa, tanto da cadere negli esercizi di trave e corpo libero, concludendo il concorso generale in decima posizione. Nel 2006 Shawn si presenta nuovamente ai campionati nazionali con nuovi esercizi (tra cui uno jaeger alle parallele asimmetriche e uno tsukahara avvitato al corpo libero) che la portano a conquistare il titolo, vantando un punteggio addirittura maggiore di quello delle senior, facenti parte della categoria superiore.

### 2007: Carriera Senior e Mondiali
Nel 2007 entra a far parte della categoria senior di ginnastica artistica, continuando ad aggiungere nuovi movimenti nei suoi esercizi. Nello stesso anno gareggia nei Tyson American Cup, vincendo la competizione generale individuale. Partecipa anche ai Giochi Panamericani del 2007, vincendo ben quattro medaglie d'oro (con la squadra, nella competizione generale, alla trave e alle parallele asimmetriche) e un argento al corpo libero.
Vince anche la competizione generale ai Visa Championship, battendo le favorite Nastia Liukin e Shayla Worley.
Rappresenta gli Stati Uniti ai Mondiali del 2007 insieme a Nastia Liukin, Shayla Worley, Alicia Sacramone, Ivana Hong e Samantha Peszek. Durante le qualificazioni, riceve un punteggio di 16.250 alla trave, 15.150 al corpo libero, 15.175 al volteggio e, dopo una caduta, 14.625 alle parallele asimmetriche. Gli Stati Uniti finiscono i preliminari alla prima posizione e la statunitense si qualifica al concorso generale individuale al terzo posto e arriva alla finale per la trave e corpo libero.
Partecipa a tutti e quattro gli eventi finali ed è l'unica atleta statunitense che è riuscita a fare ciò. Riceve 15.375 alle parallele asimmetriche e al corpo libero, 15.150 al volteggio. Cade alla trave e finisce l'esercizio con 15.025 punti. La squadra statunitense vince l'oro con 184.400 punti, davanti di 0,950 punti dalla Cina. È il secondo oro a squadre vinto dagli Stati Uniti in un Mondiale.
Nella finale del concorso generale, Shawn guadagna 15.175 punti al volteggio, 15,375 alle parallele asimmetriche, 15.900 alla trave e 15.425 al corpo libero. Il suo totale è di 61.875 punti ed è la quarta atleta americana ad aver vinto un oro al concorso individuale.
Durante l'evento finale la statunitense gareggia sulla trave, qui cade due volte e finisce l'esercizio con 14.475 punti, ovvero all'ultimo posto. Nel corpo libero esce dalla pedana, ma vince l'oro con 15.250 punti.

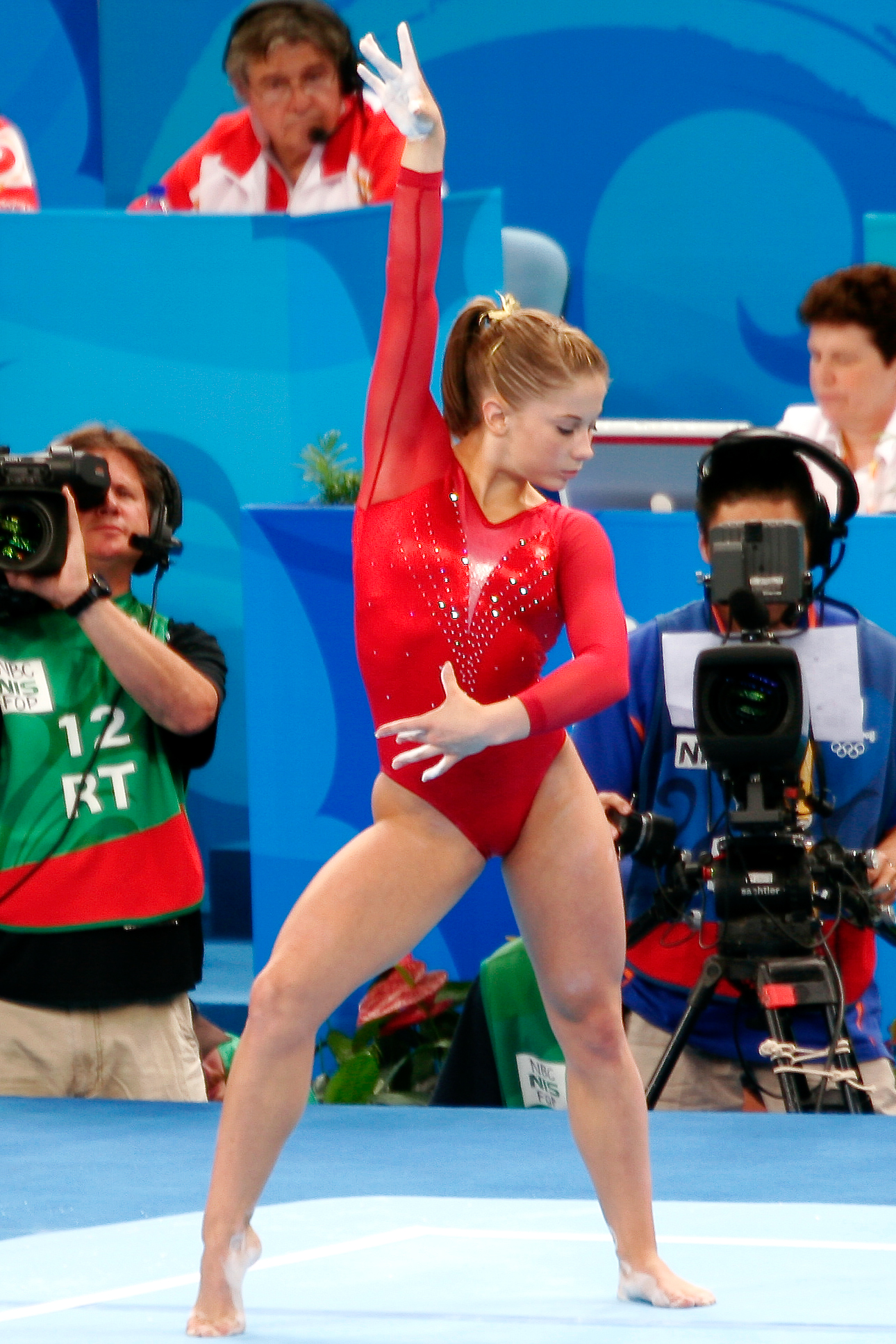
Johnson al corpo libero durante le Olimpiadi di Pechino 2008

### 2008: Olimpiadi di Pechino
Nel marzo del 2008 compete in Coppa America al Madison Square Garden. Al volteggio cade e ottiene 15.175 punti, 15.625 punti alle parallele asimmetriche, 16.325 alla trave e 15.975 al corpo libero. Arriva prima al volteggio, alla trave e al corpo libero, ma non vince l'oro nel concorso generale.
Una settimana dopo rappresenta gli Stati Uniti a Jesolo contro Italia, Spagna e Polonia. Oltre lei, il team è composto da Jana Bieger, Olivia Courtney, Chelsea Davis, Bridget Sloan e Samantha Peszek. Gli Stati Uniti vincono il concorso generale a squadre. Shawn vince inoltre il concorso generale individuale con 61,7 punti.
Il 7 giugno 2008 compete ai Campionati Nazionali. Con un punteggio di 127,5 punti vince il concorso generale individuale, battendo Nastia Liukin.
Due settimane dopo vince il concorso generale ai Trials Olimpici di Filadelfia e anche qui batte Nastia Liukin. Grazie ai loro elevati punteggi vengono immediatamente inserite nella lista delle convocate per le Olimpiadi. Tutte le altre atlete, invece, continuano a partecipare ai campi di selezione.
Alle Olimpiadi del 2008 gareggia in tutti e quattro gli attrezzi. Gli Stati Uniti vincono la medaglia d'argento nel concorso generale a squadre. L'atleta statunitense vince anche la medaglia d'argento nel concorso generale individuale con 62.725 punti. La sua compagna di stanza Nastia Liukin vince la medaglia d'oro con 63.325 punti. È la quarta volta in cui due atlete della stessa nazione si classificano ai primi due posti della classifica. Vince anche la medaglia d'argento al corpo libero e l'oro alla trave.

### 2010-2011: Il ritorno
Nel gennaio 2010, sciando, si rompe il legamento crociato anteriore. Per questo motivo il mese dopo si opera al ginocchio.
Nel maggio dello stesso anno l'atleta annuncia il suo ritorno alla ginnastica artistica, il suo obiettivo è quello di entrare nella squadra olimpica statunitense del 2012. Nel mese di agosto viene comunicato che il ginocchio della Johnson ha recuperato bene e che ha imparato nuove abilità per gli attrezzi. Queste abilità vengono poi mostrate tramite un video uscito a settembre 2010.
Torna a competere nel Covergirl Classic del 2011 e ai Visa Championships.
Nel 2011 diventa un membro ufficiale della nazionale statunitense, in modo da poter competere in gare internazionali.

### 2012: Il ritiro dalle competizioni
Il 3 giugno, a meno di due mesi dalle Olimpiadi di Londra, annuncia il suo ritiro dalle competizioni professioniste a causa di perduranti problemi ad un ginocchio. "Ho sempre avuto il desiderio di competere e aiutare la squadra statunitense a queste Olimpiadi. Sfortunatamente è diventato ovvio che il mio ginocchio sinistro non è in grado di sopportare gli sforzi che la ginnastica gli impone. Tutto ciò che posso fare è ritirarmi a testa alta e ringraziare chi ha creduto in me."

## Routine
- Volteggio: Yurchenko Amanar. Rondata flik, doppio avvitamento e 1/2. Punteggio di partenza = 6.3
- Parallele asimmetriche: Kippe, cambio presa, granvolta di dorso + Jaeger, stalder, giro in verticale, Tarzan, ripresa allo staggio alto, due granvolte di petto di preparazione e doppio teso con doppio avvitamento. Punteggio di partenza = 6.4
- Trave: Salita, flik + flik + salto teso indietro, salto carpiato in avanti, salto raccolto indietro con un avvitamento, enjambeè con cambio + salto indietro smezzato + salto indietro carpiato, enjambeè con cambio laterale, salto divaricato + carpio unito + salto indietro raccolto, tsukahara. Punteggio di partenza = 7.0
- Corpo Libero: Tsukahara avvitato, rondata + flik tempo + triplo avvitamento, enjambèè con cambio, Popa, ribaltata + un avvitamento e 1/2 avanti + un avvitamento e 1/2 avanti, tsukahara. Punteggio di partenza = 6.4